# Alejandro II de Escocia

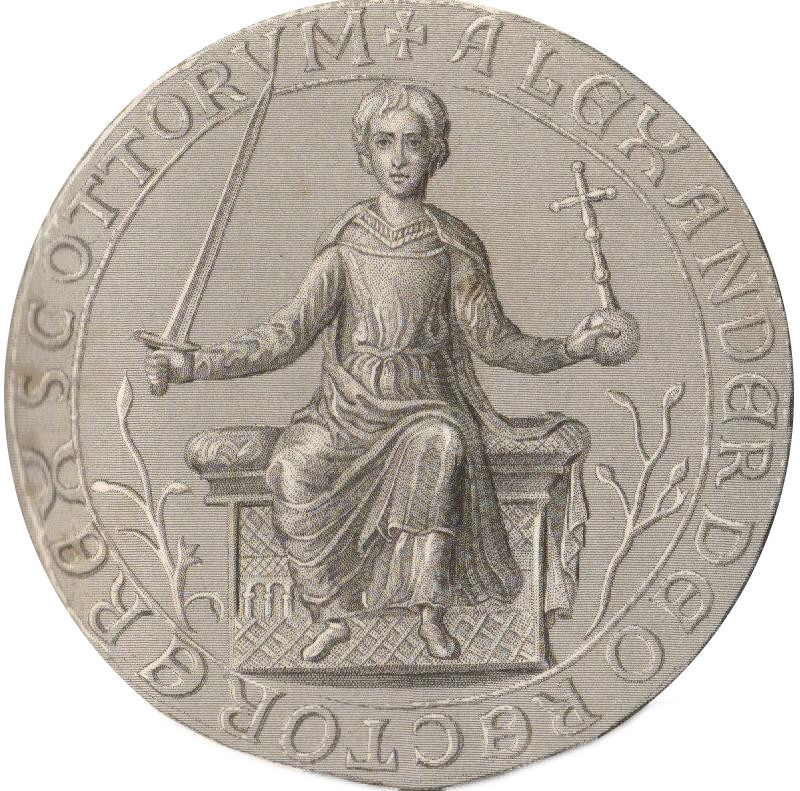
Sello de Alejandro II de Escocia.

Alejandro II de Escocia (Haddington, East Lothian, 24 de agosto de 1198-Kerrera, 6 de julio de 1249) fue un rey escocés.
Era hijo de Guillermo el León y Ermengarda de Beaumont. A la muerte de su padre, el 4 de diciembre de 1214, lo sucedió, siendo coronado el 6 de diciembre siguiente. Concluyó el Tratado de York de (1237), que definió la frontera con Inglaterra, virtualmente sin cambios hasta el presente. 
Al año siguiente de su ascensión al trono, los clanes Meic Uilleim y MacHeths, inveterados enemigos de la monarquía escocesa, se rebelaron, pero las fuerzas leales al trono los derrotaron. Al mismo tiempo, Alejandro se unió a los barones ingleses contra el rey Juan Sin Tierra, y envió tropas para apoyarlos. Tras la muerte del rey Juan, y a la conclusión de la paz entre el joven sucesor de este, Enrique III, y el rey francés Luis VIII con Alejandro, se concertó el matrimonio del escocés con Juana Plantagenet, hermana del rey de Inglaterra. El mismo se celebró el 18 o el 25 de junio de 1221.
Tras sofocar la rebelión del distrito semiindependiente de Argyll, las fuerzas leales a Alejandro aplastaron otra rebelión en Galloway en 1235. También se resolvieron las disputas limítrofes con Inglaterra por un compromiso acordado en 1237.
Tras la muerte de su esposa, Alejandro volvió a casarse el 15 de mayo de 1239 con María de Coucy, con quien tuvo un único hijo, Alejandro III, en 1241.
Un nuevo intento de invasión inglesa en 1243 interrumpió por breve tiempo las relaciones amistosas entre escoceses e ingleses, pero tanto la anticipación de Alejandro a este ataque como los pocos aires bélicos que tenían los barones ingleses, llevaron a una pronta conclusión de la paz en Newcastle, en 1244. Tras estos acontecimientos, Alejandro volvió su mirada hacia las islas occidentales de su reino, reclamadas como posesión por los noruegos. Tras intentar negociar o comprar las islas, intento disuadir a Ewen, hijo de Duncan, señor de Argyll, de que rompiera su lealtad al rey Haakon IV de Noruega. Al no conseguirlo, dirigió sus fuerzas contra él, pero fue atacado por una fiebre en la isla de Kerrera, en las Hébridas Interiores, donde murió en 1249. Esta disputa sobre las islas occidentales, también conocidas como Hébridas, no se resolvió hasta 1266, cuando Magnus VI de Noruega las cedió a Escocia, junto con la Isla de Man.
Fue sepultado en la abadía de Melrose, en Roxburghshire. Lo sucedió su hijo, Alejandro III.